# Dul-Hasti-Talsperre
Die Dul-Hasti-Talsperre (andere Schreibweise: Dulhasti-Talsperre) befindet sich im indischen Unionsterritorium Jammu und Kashmir im Himalaya am Chandrabhaga, dem Oberlauf des Chanab.

## Lage
Die Talsperre befindet sich bei der Ortschaft Dul im Distrikt Kishtwar, 7 km nordnordöstlich der Distrikthauptstadt Kishtwar. 20 km flussabwärts bei der Ortschaft Hasti befindet sich das Wasserkraftwerk (⊙) der Talsperre. Die 10 km lange Flussstrecke von der Talsperre bis zur Einmündung des Marau ist aufgrund der Umleitung des Wassers weitgehend trockengelegt.

## Daten
Die Talsperre entstand in den Jahren 1985–2007.
Hauptzweck der Talsperre ist die Stromerzeugung.
Das Absperrbauwerk ist eine 186 m lange Gewichtsstaumauer. Ihre Höhe über Gründungssohle beträgt 65 m. Das Dammvolumen liegt bei 200.000 m³.
Der Fluss wird auf einer Länge von sieben Kilometern aufgestaut. Der Stausee besitzt einen effektiven Speicherinhalt von 10.970 Mio. m³ sowie einen Gesamtstauraum von 11.550 Mio. m³. Die Hochwasserentlastung ist für 8000 m³/s ausgelegt.
Ein 10,586 km langer Druckstollen (head race tunnel) führt vom Stausee zum unterirdisch angelegten Kraftwerk, das sich unweit des linken Flussufers befindet. Ein 298 m langer Abflusstunnel (tail race tunnel) führt das Wasser wieder dem Fluss zu.
Die installierte Leistung beträgt 390 MW (3 Francis-Turbinen zu je 130 MW).
Das Kraftwerk wird hauptsächlich während der Spitzenlast betrieben. Es speist den Strom in das nördliche Stromnetz von Indien ein, das neben Jammu und Kashmir noch die Bundesstaaten
Punjab, Haryana, Uttar Pradesh, Uttarakhand und Rajasthan sowie die Unionsterritorien Delhi und Chandigarh versorgt. Die durchschnittliche Jahresstromerzeugung liegt bei 1907 Mio. kWh.